# Tedd Thomey
Tedd Thomey, né le 19 juillet 1920 à Butte dans le Montana et mort le 1er décembre 2008, est un écrivain et biographe américain, auteur de roman policier.

## Biographie
Après des études à San Diego puis à l'université de Berkeley, il s'oriente vers le journalisme et devient reporter au San Diego Union-Tribune. Pendant la Seconde Guerre mondiale, il est mobilisé dans le corps des Marines et participe à la Guerre du Pacifique. Il en revient lieutenant et décoré de la Purple Heart. Il reprend son travail de journaliste pour le San Francisco Chronicle.
En 1954, il publie son premier roman La Machine à sous (And Dream of Evil). Ce roman policier et les deux autres qu’il écrit, La Mort en blouse blanche (Killer in White) et Le Sadique (The Sadist) sont selon Claude Mesplède et Jean-Jacques Schleret « des œuvres très violentes ».
Puis, il se spécialise dans les biographies de vedettes de cinéma et de télévision, dont Errol Flynn, auquel il consacre en 1961 une première biographie The Loves of Errol Flynn avant de publier en 1986 avec Florence Aadland The Big Love (en)
sur la relation de l'acteur avec Beverly Aadland alors âgée de 15 ans. The Big Love est plus tard adapté au théâtre par Brooke Allen et Jay Presson Allen avec Tracey Ullman. Toujours sur le même acteur, il écrit 1996 un documentaire Errol Flynn dans le cadre de la série télévisée Secret Lives.

## Œuvre

### Romans
- And Dream of Evil, 1954
  - La Machine à sous, Série noire no 229, 1954
- Jet Pilot, 1955
- Killer in White, 1956
  - La Mort en blouse blanche, Éditions Marabout, 1964
- Jet Ace, 1958
- I Want Out ou Obit Deferred, 1959 (coécrit avec Louis Trimble)
- The Sadist, 1960
  - Le Sadique, Série noire no 744, 1962
- When the Lusting Began, 1960
- Flight to Takla-Ma, 1962
  - Chute en Sibérie,  Presses internationales, collection Espionnage Choc no 14, 1963
- The Prodigy Plot, 1987

### Nouvelles
- $10000 an Inch, 1948
- Frying Room Only, 1949
- Tell It to the Feds!, 1949
- Come Hell or Hot Water!, 1950
- All Burned Up, 1950
- Homicide Honeymoon, 1950
- Death Torch, 1953
- Homicide House, 1954
- Blood on His Boots, 1956
- Death's Golden Hands, 1956
- Slay-Ride to Eternity, 1957
- Nobody Believes Me, 1957

### Biographies
- The Loves of Errol Flynn, 1961
- Doris Day : The Dramatic Story of America's Number One Box Office Star, 1962
- The Comedians, 1970
- The Glorious Decade, 1971
- The Big Love, 1986 (coécrit avec Florence Aadland)
- Immortal Images: A Personal History of Two Photographers and the Flag-raising on Iwo Jima, 1996

## Sources
- Claude Mesplède, Les Années Série noire vol.1 (1945-1959) Encrage « Travaux » no 13, 1992
- Claude Mesplède, Les Années Série noire vol.2 (1959-1966) Encrage « Travaux » no 17, 1993
- Claude Mesplède et Jean-Jacques Schleret, SN Voyage au bout de la Noire, Futuropolis, 1982, p. 356.